# Curva de aprendizaje
Una curva de aprendizaje describe el grado de éxito obtenido durante el aprendizaje en el transcurso del tiempo. Es un diagrama en que el eje horizontal representa el tiempo transcurrido y el eje vertical el número de éxitos alcanzados en ese tiempo.
A menudo se cometen muchos errores al comenzar una nueva tarea. En las fases posteriores disminuyen los errores, pero también las materias nuevas aprendidas, hasta llegar a una llanura.
También es posible que el resultado del proceso de aprendizaje sea aleatorio, de tal manera que el aprendiz solo crea aprender u olvidar algo (experimento nodeterminístico).
En economía la curva de aprendizaje representa aumentos de productividad (entendida como relación entre cantidad de input por unidad de output) como consecuencia de una mejor forma de hacer las cosas, es decir, del “saber hacer” de trabajadores y directivos en la explotación de una tecnología. El saber hacer se concreta en los procesos, habilidades y destrezas. A grandes rasgos el aprendizaje se realiza a través de la experiencia y de la investigación aplicada. La experiencia es un vehículo de aprendizaje que mejora las habilidades a través de la repetición continuada de tareas y técnicas desempeñadas por personas o grupos a lo largo del tiempo. La investigación y el desarrollo incrementa el "saber hacer" a través de descubrir nuevas técnicas, procedimientos o productos, aprovechando la base de conocimientos científicos y técnicos acumulados en una o varias ramas del saber. La curva de aprendizaje se ha aplicado a una amplia gama de problemas que van desde el estudio del rendimiento de una máquina (Zangwill & Kantor,1998) al crecimiento en la productividad de una planta de producción (Adler y Clark, 1991; Sáenz y Salas, 2013).

## Definición y Método de Cálculo

Curva de aprendizaje en su sentido académico: una curva empinada señala: "en poco tiempo se aprende mucho".

La curva de aprendizaje en economía ha sido cuantificada a partir de las evidencias empíricas en una gran variedad de industrias y productos. Inicialmente el fenómeno se asocia con la reducción en el número de horas de trabajo directo que se necesitan para fabricar un producto, a medida que aumenta el número de productos fabricados. Posteriormente se comprueba que la mejora de la productividad conseguida con la repetición de las tareas y la acumulación de unidades producidas es extensible a todas las tareas y procesos, directos e indirectos, que intervienen en la producción.
Mientras más empinada sea la curva, mayor es la eficiencia del aprendizaje. La inclinación de la curva depende de varios factores que se contrapesan:
- Conocimiento del tema, habilidad, capacidad, y talento
- Método de enseñanza, didáctica, y método de aprendizaje
- Contexto del aprendizaje (armonía entre el método, el lugar de enseñanza y la personalidad del maestro, etc.)
- Contexto temático y sucesión didáctica.

Varios factores psicológicos influyen sobre la curva de aprendizaje:
- Disfunción del aprendizaje por el apabullante efecto del maestro (el maestro aparece como inalcanzablemente inteligente ya que trata solo problemas para los cuales él tiene una solución)
- Profecía autocumplida: si se declara ante el maestro que se trata de un aprendiz muy inteligente (o débil), esto hará variar el aprendizaje, de igual manera si al aprendiz se le anuncia una tarea muy fácil (o muy difícil) o si el tema no corresponde al rol social del aprendiz.

A menudo se utiliza la curva de aprendizaje sencillamente para describir la dificultad de una tarea de aprendizaje, por ejemplo cuando se dice: 
- "La tarea de aprendizaje de la lengua inglesa es empinada al comienzo y a continuación cada vez más plana".

Con esto se quiere decir que al comienzo se hacen grandes progresos, pero después de un tiempo adquirir conocimientos nuevos es más difícil.
- "La curva de aprendizaje de un programa adicional comprado al mismo productor de software de siempre es más empinada que cuando el programa es comprado a un productor desconocido para la compañía".

Con ello se quiere decir que el productor desconocido tendrá maneras diferentes de realizar la misma tarea.
Además se puede ver en una curva de aprendizaje el tiempo en que aún existen temas ignorados.
La curva de aprendizaje es una curva de tipo logarítmico y, aunque hay varias fórmulas de cálculo, la más común responde a la forma siguiente:
{\displaystyle \ Y_{x}=Kx^{\log _{2}b}}
donde
- {\displaystyle \ K} número de horas para producir la primera unidad.
- {\displaystyle \ Y_{x}} número de horas para producir la x-ésima unidad.
- {\displaystyle \ x} número de la unidad.
- {\displaystyle \ b} porcentaje de aprendizaje.

{\displaystyle \ Y_{x}=Kx^{\log _{2}b}}
esta es una función decreciente y no se asemeja a función creciente mostrada en el gráfico de curva de aprendizaje, en el que la variable Y es "capacidad de aprendizaje", o lo que es lo mismo, el valor del cada punto de la curva es igual al número de la ejecución elevado al exponente que resulta de la división del logaritmo decimal de la pendiente de la curva expresado en tanto x 1 entre el logaritmo decimal de 2.

#### Ejemplo
Si un trabajo está sometido a una curva de 90% y en la primera ejecución se tarda 140 horas ¿cuanto se tardaría en la ejecución 30?.
{\displaystyle \ Y_{x}=Kx^{\log _{2}b}}
{\displaystyle \ Y_{x}=140*30^{\log _{2}0,9}}
{\displaystyle \ Y_{x}=140*0,596311245980115=83,48horas}

## Historia
Históricamente el concepto de curva de aprendizaje proviene de Hermann Ebbinghaus, quien en 1885 utilizó por vez primera ese término en su monografía "Über das Gedächtnis" ("Sobre la memoria").
En la psicología se le utiliza también sin una definición estricta de las coordenadas x e y de tal manera que la cuestión de la escarpadura de la curva se aprecia en el caso especial considerado. La primera definición para el uso en la gestión empresarial fue hecha por Theodore Paul Wright en 1936.

## Definiciones alternativas

Curva de aprendizaje en el uso coloquial a veces usado: una curva empinada señala: "el tema es difícil de aprender".

Junto a la definición académica existe en el lenguaje coloquial un uso diametralmente diferente del término. Especialmente en el mercadeo de software y en la rama de herramientas se dice que una curva de aprendizaje es empinada cuando el aprendizaje del uso de una nueva herramienta o programa es difícil y largo. Visto así, una curva de aprendizaje plana significa un aprendizaje fácil y eficiente. En tal diagrama estarían representados en el eje horizontal la acumulación de lo aprendido y en el eje vertical la acumulación del tiempo gastado. La pendiente de la curva es en ese caso la razón de tiempo a avance (tiempo/avance) y es como lo define Wright.
La diferencia entre ambas consiste en que la definición académica representa al aprendizaje como el éxito obtenido y la definición coloquial lo representa por el esfuerzo invertido.

### Críticas
Algunos autores [¿quién?] afirman que en la mayoría de las organizaciones es imposible cuantificar los efectos. Afirman que los efectos de la experiencia están tan estrechamente entrelazados con economía de escala que es imposible separarlos. En teoría, podemos decir que las economías de escala son aquellas eficiencias que surgen de una mayor escala de producción, y que los efectos de la experiencia son aquellas eficiencias que surgen del aprendizaje y la experiencia obtenido de actividades repetidas, pero en la práctica los dos se reflejan entre sí: el crecimiento de la experiencia coincide con el aumento de la producción. Las economías de escala deben considerarse una de las razones por las cuales existen los efectos de la experiencia. Del mismo modo, los efectos de la experiencia son una de las razones por las cuales existen economías de escala. Esto dificulta la asignación de un valor numérico a cualquiera de ellos.